# Neige et lune (Hiroshige)
 (avril 2009).
Si vous disposez d'ouvrages ou d'articles de référence ou si vous connaissez des sites web de qualité traitant du thème abordé ici, merci de compléter l'article en donnant les références utiles à sa vérifiabilité et en les liant à la section « Notes et références ».
La série Neige et lune de Hiroshige comprend en particulier plusieurs triptyques de paysages célèbres, peints par Hiroshige en 1857.

## Présentation

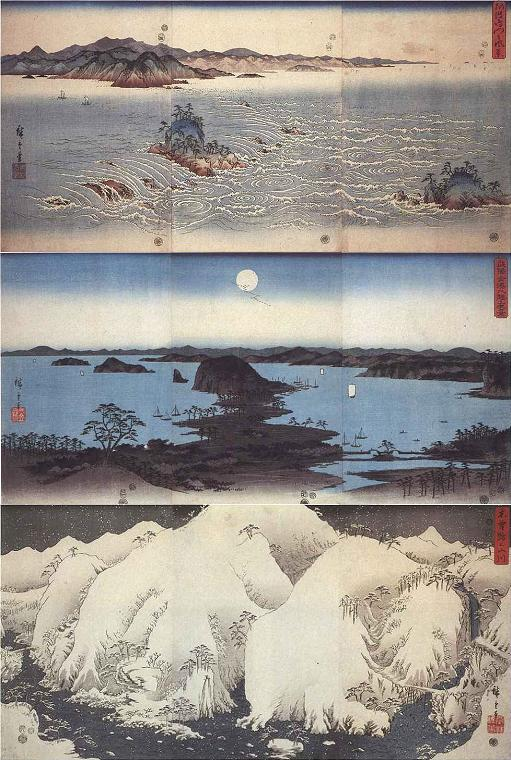
Hiroshige - Neige, lune et fleurs. En haut, à gauche : Vue de Naruto à Awa, en haut à droite : Clair de lune sur Kanazawa, en bas : Neige à Kisoji
Oban, trois triptyques de trois panneaux chacun faisant respectivement 37,9x26 cm (Vue de Naruto à Awa), 38,3x26 cm (Clair de lune sur Kanazawa), (Neige à Kisoji)
Nishiki-e
Éditeur : Okasawaka Taheiji
4e année de l'ère Ansei (1857).

Le premier tableau a été peint au quatrième mois, le second tableau au septième mois et le troisième tableau au huitième mois de la quatrième année de l'ère Ansei (1857), soit pour le dernier, un an avant sa mort qui eut lieu le neuvième mois de la cinquième année de l'ère Ansei (1858).
Si les mots « neige » et « lune » du titre des triptyques s'expliquent facilement par les sujets traités, il n'en est pas de même pour le mot « fleurs » puisqu'elles n'apparaissent nulle part. Une explication serait les remous, l'écume de la Vue de Naruto et Awa qui formeraient des formes proches des fleurs. Bien entendu, il s'agit d'un résumé symbolique des éléments premiers auxquels Hiroshige était attaché pour les composantes de ses paysages : la montagne (la tortue terrestre - les formes arrondies du Kiso, mais aussi la mort universelle), la lune (l'inspiratrice céleste - la sérénité), et les "fleurs de la mer" (la naissance, le tourbillon de la vie, le printemps, associé toujours à la floraison, notamment des cerisiers au bord de la rivière Sumida). 
Les trois estampes portent le même cachet, mais les titres sont écrits en divers caractères : Kisoji en semi-cursive, Kanazawa en idéogrammes de l'ère Ching et Naruto en cursive. Les trois étant dans l'esprit des trois symboles cités, les idéogrammes évoquant la solennité et sérénité de ce qui est éternel, la cursive, la rapidité, la souplesse et les métamorphoses constantes du vivant, et la semi-cursive la solidité quotidienne de la vie terrestre, de la vie "intermédiaire" (entre naissance et fin, la lune achevant son parcours à l'ouest) que le blanc (couleur de la mort) recouvre à terme inexorablement.
Pour le premier tableau (Vue de Naruto à Awa), si les montagnes sont relativement réalistes et ressemblent aux peintures européennes - elles restent cependant une allusion subtile à des peintres comme Mou K'i et Wou Chen -, il n'en est pas de même pour la description des eaux, beaucoup moins réalistes et nettement plus stylisées. Cela est sans doute dû au fait qu'Hiroshige n'a jamais vu ce paysage de ses propres yeux et l'aurait imaginé. Sans doute s'est-il aussi aidé d'un manuel de géographie de l'époque intitulé Lieux célèbres d'Awanokuni dont une illustration très proche de cette estampe représentait l'île de Hadakajima, ainsi que les îles Tobishima et Nakanose, elles-mêmes entourées de flots semblablement dessinés.
Le deuxième tableau (Clair de lune sur Kanazawa) reprend pour thème un paysage connu pour sa beauté. Kanazawa est un quartier de l'actuelle Yokohama et a souvent été peint par les artistes de l'ukiyo-e. Il est fort probable qu'étant près d'Edo, Hiroshige s'y soit rendu de nombreuses fois et connaisse bien l'endroit. D'autant qu'on y allait en pèlerinage.
La peinture est proche du style occidental. Avec une économie de moyen, Hiroshige a su retranscrire le clair de lune : la lune est un rond où aucune couleur n'a été appliquée, en haut le bleu du ciel s'estompe à hauteur de la lune, et juste au-dessus des montagnes, sur la ligne d'horizon, la brume lointaine est figurée par un bleu violet.
Sur le troisième triptyque (Neige à Kisoji) ce qui frappe c'est :
1. L'économie de couleur, les marges du tableau ne sont représentées que par le ciel sombre en haut et la rivière en bas. Le peintre n'a mis aucune marge à droite ou à gauche, montrant ainsi que les montagnes, comme le "chemin de la vie" qui les parcourt, s'étirent bien au-delà du tableau.
2. L'aspect massif des montagnes (formes évoquant des dos de tortue) qui prennent presque tout l'espace de l'estampe.